# La solitudine
La Solitudine, på svenska ensamheten, är en italiensk powerballad inspelad av popsångaren Laura Pausini. Den var starten på hennes karriär 1993, när hon vann San Remo-festivalen i debutantklassen.
Låten släpptes som en singel 1993 från hennes debutalbum Laura Pausini, och återinspelades som en långsammare, mer dramatisk ballad med liveinstrument från hennes samlingsalbum The Best of Laura Pausini: E ritorno da te från 2001.
Texten till den italienska versionen handlar om en kille som heter Marco, som efter krav från sin familj skiljs från sin flickvän, och sänds iväg att bo långt iväg från henne. Den nu före detta flickvännen ber känslosamt och innerligt, genom att sjunga till honom om ensamheten de skulle känna utan varandra.